# 한국여자프로농구 2000 겨울리그
한국여자프로농구 2000 겨울리그(스폰서의 이름을 딴 바이코리아컵 겨울리그라고도 알려진)는 한국여자프로농구의 네 번째 시즌이다. 2000년 1월 10일부터 1월 31일까지 춘천에서 진행되었다.

## 변경된 점
- 기존의 10분 4쿼터제의 틀을 그대로 유지하며 속도감을 살리기 위해 공수전환 10초룰을 8초룰로 단축시켰다.[1]

- 심판진은 3심제로 운영되고 전,후반 다섯 번 작전시간이 허용되는 한편 수비형태는 대인방어를 기본으로 하지만 3쿼터에서 지역방어를 쓸 수 있도록 규정했다.[1]
- 5개팀이 2차례 리그를 치른 뒤 1-2위팀이 3전 2선승제로 챔피언을 가리게 된다.

## 정규리그
정규리그는 2000년 1월 10일 개막하였으며, 2000년 1월 27일까지 진행되었다. 수원 삼성생명 페라이온이 정규리그 우승을 차지했다.
| 순위 | 팀                   | 경기 | 승 | 패 | 승차 | 참가 자격 및 강등  |
| ---- | -------------------- | ---- | -- | -- | ---- | ------------------ |
| 1    | 삼성생명 페라이온    | 8    | 6  | 2  | —    | 챔피언 결정전 진출 |
| 2    | 청주 현대 하이페리온 | 8    | 5  | 3  | 1    | 챔피언 결정전 진출 |
| 3    | 신세계 쿨캣          | 8    | 4  | 4  | 2    |                    |
| 4    | 춘천 우리은행 한새   | 8    | 4  | 4  | 2    |                    |
| 5    | 국민은행 빅맨        | 8    | 1  | 7  | 5    |                    |

## 챔피언 결정전
챔피언 결정전은 2000년 1월 29일에 개막했으며, 1월 31일까지 진행되었다.
| 2000년 1월 29일 14:00 |

|  |

| 삼성생명 페라이온 99, 현대 하이페리온 75                   |  |  |  |                                                   |
| 쿼터 별 점수: 26-16, 22-6, 28-23, 23-30                    |  |  |  |                                                   |
| 득점: 정은순 29 리바운드: 정은순 13 도움: 박정은, 정은순 3 |  |  |  | 득점: 권은정 23 리바운드: 임순정 8 도움: 전주원 5 |
| 삼성생명 우위, 1-0                                         |  |  |  |                                                   |

| 2000년 1월 31일 14:00 |

|  |

| 현대 하이페리온 70, 삼성생명 페라이온 81           |  |  |  |                                                            |
| 쿼터 별 점수: 28-22, 12-18, 22-19, 8-22            |  |  |  |                                                            |
| 득점: 김영옥 20 리바운드: 임순정 10 도움: 전주원 5 |  |  |  | 득점: 정은순 33 리바운드: 정은순 15 도움: 정은순, 변연하 3 |
| 삼성생명 시리즈 승리, 2-0                          |  |  |  |                                                            |

## 수상

### 정규리그 시상

#### 통계에 의한 부문
| 부문       | 선수   | 팀                       | 기록    |
| ---------- | ------ | ------------------------ | ------- |
| 득점상     | 김지윤 | 천안 KB국민은행 세이버스 | 27.73점 |
| 3점 야투상 | 왕수진 | 수원 삼성생명 페라이온   | 50.00%  |
| 자유투상   | 전주원 | 청주 현대 하이페리온     | 93.33%  |
| 리바운드상 | 정은순 | 수원 삼성생명 페라이온   | 13.75개 |
| 어시스트상 | 전주원 | 청주 현대 하이페리온     | 6.38개  |
| 스틸상     | 박정은 | 수원 삼성생명 페라이온   | 2.50개  |
| 블록상     | 이종애 | 춘천 한빛은행 한새       | 3.63개  |

#### 투표에 의한 부문
| 상             | 수상자 | 팀                     |
| -------------- | ------ | ---------------------- |
| 최우수선수상   | 정은순 | 수원 삼성생명 페라이온 |
| 신인선수상     | 강윤미 | 춘천 우리은행 한새     |
| 우수수비선수상 | 전주원 | 청주 현대 하이페리온   |
| 우수후보선수상 | 강지숙 | 청주 현대 하이페리온   |
| 우수선수상     | 전주원 | 청주 현대 하이페리온   |
| 모범선수상     | 조혜진 | 춘천 한빛은행 한새     |
| 지도상         | 정태균 | 수원 삼성생명 페라이온 |

- WKBL 베스트 5:
  - G 김지윤, 천안 KB국민은행 세이버스
  - G 전주원, 청주 현대 하이페리온
  - F 박정은, 수원 삼성생명 페라이온
  - F 장선형, 광주 신세계 쿨캣
  - C 정은순, 수원 삼성생명 페라이온